# Luigi Alamanni

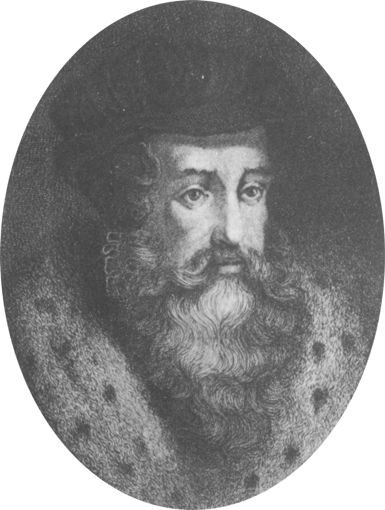
Luigi Alamanni.

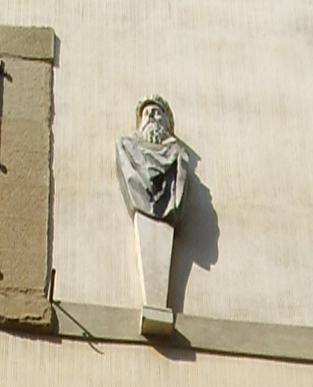
Herma de Luigi Alamanni en el segundo piso del Palacio de Visacci.

Luigi Alamanni (Florencia, 6 de marzo de 1495 - Amboise, 18 de abril de 1556) fue un poeta, político y agrónomo italiano.

## Biografía
Escritor italiano. Amigo de Maquiavelo, tomó parte en una conjura política (1522) y tuvo que exiliarse. Protegido por el monarca francés Francisco I, le sirvió como diplomático.

## Obra
De su obra poética, de inspiración grecolatina, destacan: 
- Della coltivazione dei campi (1546), poema didáctico que imita las Geórgicas de Ovidio.
- L'Avarchide, clásico poema épico.

Autor también de teatro:
- Antigone, 1533.
- La Flora, 1556.

## Otros proyectos
- Luigi Alamanni Wikisource